# Purple (album Closterkellera)
Purple – debiutancki album grupy Closterkeller stylistycznie bliski dokonaniom zespołów takich jak Siouxsie and the Banshees czy Xmal Deutschland.
Teksty: Anja Orthodox. Muzyka: Closterkeller. Materiał nagrano wiosną 1990 w Izabelin Studio. Produkcja: Igor Czerniawski i Andrzej Puczyński. Realizacja: Igor Czerniawski. Projekt graficzny i foto: Mirosław Makowski.
W czasopiśmie branżowym „Tylko Rock” wystawiono płycie ocenę 3,5 na 5.

## Lista utworów
1. „Purple” – 3:45
2. „Wyznanie siebie” – 4:14
3. „Czekając na dzień” – 4:02
4. „Jesteś wciąż nieuchwytny” – 4:41
5. „Ostatnia noc wizji” – 3:15
6. „Maska – moje drugie ja” – 4:31
7. „Paranoja coraz bliżej” – 4:10
8. „I jeszcze raz do końca” – 3:50
9. „Czarna apokalipsa” – 3:47
10. „Jihad” – 3:24
11. „Wolfgang na odlocie” (instrumentalny) – 1:05

## Twórcy
- Anja Orthodox – śpiew
- Przemysław Guryn – instrumenty klawiszowe
- Jacek Skirucha – gitara
- Tomasz Grochowalski "Wolfgang" – gitara basowa
- Andrzej Szymańczak – perkusja